# سم گرادی
سم گرادی (انگلیسی: Sam Graddy؛ زادهٔ ۱۰ فوریهٔ ۱۹۶۴) دونده و بازیکن فوتبال آمریکایی اهل ایالات متحده آمریکا بود.
از باشگاه‌هایی که در آن بازی کرده‌است می‌توان به دنور برانکوز اشاره کرد.